# 남공주 나들목
남공주 나들목(S.Gongju IC)은 충청남도 공주시 검상동에 설치된 논산천안고속도로의 33번 교차로이다. 나들목 진출입로 및 요금소는 태봉동, 봉정동과 접하고 있다.
공주시내와 이인면 방향으로 진출할 수 있으며, 인근에 천안논산고속도로주식회사 본사와, 동학농민운동 마지막 격전지였던 우금치가 있다. 건설 당시 가칭은 공주 나들목이었다.

## 연혁
- 1997년 8월 1일 : 나들목 신설을 위해 공주시 도시계획시설 교통광장에 공주 나들목을 고시[2]
- 1997년 12월 29일 : 공주 나들목 예정 위치를 공주시 주미동에서 공주시 봉정동으로 변경[3]
- 2001년 4월 2일 :  국도 제40호선 선형 변경으로 2002년 12월까지 나들목 접속부 선형 조정을 위해 충청남도 공주시 봉정동 500m 구간 도로구역 변경[4]
- 2002년 12월 23일 : 논산천안고속도로 개통과 함께 남공주 나들목으로 영업 개시[5]

## 구조물 정보
- 위치: 충청남도 공주시 검상동
- 영업소: 충청남도 공주시 논산천안고속도로 40 (태봉동)
- 천안논산고속도로㈜ 본사: 충청남도 공주시 봉정길 103 (태봉동)

## 접속하는 도로
- 백제문화로 (국도 제40호선, 국가지원지방도 제96호선)

## 교통량 정보
| 요금소          | 통행량 (대/일) | 통행량 (대/일) | 통행량 (대/일) | 통행량 (대/일) | 통행량 (대/일) | 통행량 (대/일) | 통행량 (대/일) | 통행량 (대/일) | 통행량 (대/일) | 통행량 (대/일) | 각주  |
| 요금소          | 2002년         | 2003년         | 2004년         | 2005년         | 2006년         | 2007년         | 2008년         | 2009년         | 2010년         | 2011년         | 각주  |
| --------------- | -------------- | -------------- | -------------- | -------------- | -------------- | -------------- | -------------- | -------------- | -------------- | -------------- | ----- |
| 남공주 (폐쇄식) | 964            | 793            | 804            | 769            | 860            | 1,118          | 1,223          | 1,305          | 1,359          | 1,466          | [ 6 ] |
| 요금소          | 2012년         | 2013년         | 2014년         | 2015년         | 2016년         | 2017년         | 2018년         | 2019년         |                |                | [ 6 ] |
| 남공주 (폐쇄식) | 1,435          | 1,550          | 1,494          | 490            | 508            | 709            | 706            | 785            |                |                | [ 6 ] |